# Siegfried Herrmann
Siegfried Herrmann (ur. 7 listopada 1932 w Unterschönau, zm. 14 lutego 2017 w Erfurcie) – niemiecki lekkoatleta, średnio– i długodystansowiec. W czasie swojej kariery reprezentował Niemiecką Republikę Demokratyczną.
Początkowo specjalizował się w biegu na 1500 metrów. Wystąpił w tej konkurencji we wspólnej reprezentacji Niemiec na igrzyskach olimpijskich w 1956 w Melbourne, lecz nie ukończył biegu eliminacyjnego wskutek zerwania ścięgna Achillesa. Zajął 6. miejsce w biegu na 1500 metrów w finale mistrzostw Europy w 1958 w Sztokholmie.
Później skoncentrował się na bieganiu na dłuższych dystansach. Na mistrzostwach Europy w 1962 w Belgradzie zajął 7. miejsce w biegu na 5000 metrów. Zajął 11. miejsce w biegu na 10 000 metrów na igrzyskach olimpijskich w 1964 w Tokio.
Na pierwszych europejskich igrzyskach halowych w 1966 w Dortmundzie zdobył srebrny medal w biegu na 3000 metrów (pokonał go jedynie Harald Norpoth z RFN). Odpadł w eliminacjach biegu na 5000 metrów na mistrzostwach Europy w 1966 w Budapeszcie.
Zdobył brązowy medal w biegu na 1500 metrów na akademickich mistrzostwach świata rozgrywanych podczas V Światowego Festiwalu Młodzieży i Studentów w Warszawie.
9 sierpnia 1958 w Poznaniu ustanowił rekord świata w sztafecie 4 × 1500 metrów czasem 15:11,4 (sztafeta NRD biegła w składzie: Herrmann, Klaus Richtzenhain, Siegfried Valentin i Helfried Reinnagel). Rekord ten został poprawiony przez sztafetę francuską w 1961, ale sztafeta NRD odzyskała go 23 sierpnia 1963 w Poczdamie uzyskując czas 14:58,0 (biegła wówczas w składzie: Manfred Matuschewski, Jürgen May, Herrmann i Valentin). 5 sierpnia 1965 w Erfurcie Herrmann ustanowił rekord świata w biegu na 3000 metrów wynikiem 7:46,0. Był również wielokrotnym rekordzistą NRD w biegu na 1500 metrów (do czasu 3:41,8 uzyskanego 20 lipca 1956 w Erfurcie) i trzykrotnym w biegu na 5000 metrów (do wyniku 13:30,0 osiągniętego 11 sierpnia 1965 w Poczdamie).
Herrmann był mistrzem NRD w biegu na 800 metrów w 1953, biegu na 1500 metrów w latach 1952–1954 i 1956, wicemistrzem w tej konkurencji w 1958 i 1959 oraz brązowym medalistą w 1960 i 1961, mistrzem w biegu na 5000 metrów w latach 1956 i 1964–1966 oraz wicemistrzem w 1962, a także mistrzem w biegu na 10 000 metrów w 1964 oraz wicemistrzem na tym dystansie w 1965 i 1966. Był również mistrzem NRD w sztafecie 3 × 1000 metrów w latach 1953 i 1961–1964 oraz wicemistrzem w 1965, a także brązowym medalistą w sztafecie 4 × 800 metrów w 1966. W hali był mistrzem w biegu na 3000 metrów w latach 1964–1966. Zwyciężył w mistrzostwach NRD w biegu przełajowym na krótkim dystansie w latach 1958–1961, a na długim dystansie był mistrzem w 1953, 1955, 1964 i 1966, wicemistrzem w 1965 oraz brązowym medalistą w 1963. W drużynie był mistrzem na długim dystansie w 1964, wicemistrzem w 1965 i brązowym medalistą w 1963, a na krótkim dystansie wicemistrzem w latach 1959–1961.